# Rocznik Muzeum „Górnośląski Park Etnograficzny w Chorzowie”
Rocznik Muzeum „Górnośląski Park Etnograficzny w Chorzowie” – polskie czasopismo naukowe wydawane przez Muzeum „Górnośląski Park Etnograficzny w Chorzowie”, poświęcone materialnemu i niematerialnemu dziedzictwu wsi Górnego Śląska oraz innych obszarów w granicach administracyjnych współczesnego województwa śląskiego.
Wydawany od 2013 roku, jest rocznikiem. Teksty publikowane są w trzech działach: artykuły/studia, materiały/koncepcje oraz recenzje/opinie. Czasopismo uwzględnione na ministerialnej liście czasopism punktowanych.